# Étangs d'Hampstead Heath
Les étangs d'Hampstead Heath sont un ensemble d'étangs situés dans le parc d'Hampstead Heath à Londres (connu aussi sous le nom de The Heath) ; ils sont au nombre d'une trentaine.

## Histoire et situation
Les principaux étangs  ont été creusés entre les XVIIe et XVIIIe siècles afin de servir de réservoirs, pour répondre à la demande en eau de Londres. 
Les étangs sont divisés en deux groupes : les trois étangs d'Hampstead (du côté ouest) et les huit étangs d'Highgate (du côté est). Les deux ensembles d'étangs sont numérotés du Sud au Nord, l'étang le plus au Sud étant l'étang Hampstead #1 et l'étang Highgate #8 (Kenwood House's Wood Pond) le plus au Nord.
La majorité des étangs d'Hampstead Heath sont alimentés par les sources d'eau de la rivière Fleet. Trois des étangs principaux sont aujourd'hui de grands bassins de baignade d'eau douce : l'un réservé aux hommes (Highgate #2), l'un réservé aux femmes (Highgate #5), et un troisième où la baignade mixte est autorisée (Hampstead #3). Tous les étangs ne sont cependant pas destinés uniquement à la baignade. Par exemple, l'étang Highgate #3 est consacré aux bateaux miniatures et est ouvert aux pêcheurs. Un certain nombre d'autres étangs sont des réserves pour le faune, ou sont purement ornementaux.
En 2004, la Corporation de la Cité de Londres, qui détient le Heath en fiducie depuis l'abolition du Conseil du Grand Londres en 1986, a tenté de fermer les étangs de baignade, au prétexte qu'ils représentaient un fardeau trop lourd pour leur budget, ainsi qu'un risque pour la santé des baigneurs. Les nageurs ont cependant contesté cette décision, et remporté une victoire devant la Haute Cour de Justice. Pour couvrir les coûts, un droit d'entrée de 2 livres par session a été introduit (réduit à 1 livre pour les concessions). Cette décision a été reçue avec une certaine résistance ; en effet, la baignade était gratuite depuis les années 1920. L’appareil n’était pas surveillé et régulièrement braqué. Rares sont ceux qui s’affranchissaient du paiement. Par inattention, par flemme, parce seul le cash était accepté et que peu de gens se baladent avec des pièces de nos jours. Et, tout simplement, par manque de moyens. Responsable du management des espaces verts du nord de Londres, le Hampstead Heath, Highgate Wood and Queen’s Park Committee décidait le 12 mars 2020 d’imposer un tariff obligatoire de quatre livres. À la réunion, un membre du comité estimait que les nageurs « l’avaient eu trop facile pendant trop longtemps. » Comment en est-on arrivé là? Premier élément de réponse: l’été britannique aurait changé. Longtemps, le mythe sarcastique du Great British Summer était synonyme de longues périodes de pluie, de pulls sur les épaules, de parapluies dans le sac et de températures sous la barre des 20°. Ces jours maussades n’ont pas disparu mais la saison, notamment dans le sud, est de plus en plus chaude et offre chaque année plusieurs jours de canicule. Dès 30°, une longue file d’attente se dessine à l’ombre des arbres du mixed pond. Parfois, comme à l’entrée d’une boîte de nuit, un videur annonce: « désolé, c’est complet. » Année de l’été le plus chaud jamais enregistré au Royaume-Uni, 2018 vit la fréquentation du Heath passer de sept à dix millions de visiteurs. Celle des étangs serait de 600 000 à 700 000 baigneurs par an. En 2019, le réalisateur Patrick McLennan sortait The Ponds, Still Water Run Deep. Un documentaire sur quatre saisons, édité pour la BBC afin de mettre en avant les bienfaits des ponds sur la santé mentale de ses usagers. Tous, voient dans la nage quotidienne en cette « eau vivante » un remède miracle où les douleurs disparaissent. En plus du film, le reste de l’hyper-popularité des ponds serait due à Instagram. Dans les vestiaires, il est désormais noté sur une porte verte que les photos sont prohibées.[style à revoir]

## Étangs d'Highgate
Les étangs d'Highgate sont une série de huit anciens réservoirs d'eau, à l'est du territoire (côté Highgate). Ils résultent de la construction en 1777 d'un barrage sur le ruisseau Hampstead par la Hampstead Water Company, formée en 1692.
Ces étangs comprennent deux bassins unisexes, un étang consacré aux bateaux miniatures, ainsi que deux étangs qui font office de réserves naturelles : le Stock Pond (étang de stockage) et le Bird Sanctuary Pond (étang du sanctuaire des oiseaux). La pêche à la ligne est autorisée dans certains étangs, bien qu'elle puisse être menacée par des propositions de modification des barrages. 
Boudicca's Mound (Monticule de Bouddica), près de l'actuel étang de baignade pour hommes, est un tumulus où, selon la légende locale, la reine Boadicée a été enterrée après sa défaite et celle de 10 000 guerriers Iceni à Battle Bridge. Cependant, les dessins et peintures historiques de la région ne montrent qu'un moulin du XVIIe siècle.

## Étangs d'Hampstead
Les étangs d’Hampstead consistent en trois étangs situés à l'angle sud-ouest du territoire, en direction de South End Green. L'étang Hampstead Pond #3 est le seul étang où la baignade mixte est autorisée. La pêche à la ligne y est interdite. L'étang Hampstead #1 est strictement voué à la préservation de la faune et la flore, tandis que l'étang Hampstead #2 autorise la pêche à la ligne.
Directement au nord-ouest du bassin de baignade mixte, se trouve le Viaduct Pond (Étang Viaduc), et à l'ouest de celui-ci se trouve l'étang dit Vale of Health (Vallée de la Santé), qui sont officieusement considérés comme faisant partie des étangs d’Hampstead.